# Invasion U.S.A. (1952)
Invasion U.S.A. (ook wel gespeld als Invasion USA) is een Amerikaanse film uit 1952. De film werd geregisseerd door Alfred Green.

## Verhaal
De film begint in een bar in New York, waar de mysterieuze weerman Mr. Ohman zich bevindt. Hij raakt in een discussie verwikkeld met een paar andere mensen in de bar, waaronder nieuwslezer Vince Potter, Carla Sanford, een Californische industrieel en een rancheigenaar. Door hun discussie letten ze nauwelijks op het nieuwsbericht dat op dat moment aan de gang is.
Dan komt opeens een verontrustend bericht: vijandelijke troepen zijn gesignaleerd boven Seal Point in Alaska. Al gauw worden Seal Point en Nome ingenomen. Overal in Alaska worden vliegvelden ingenomen of platgebombardeerd. De VS vecht terug door het thuisland van de vijand te bestoken met Convair B-36-missies, maar de vijand rukt onverminderd verder op en bereikt al snel de staten Washington en Oregon.
Terwijl dit alles gaande is verlaten de Amerikanen uit de openingsscène de bar en gaan terug naar hun dagelijks leven, allemaal hopend iets te kunnen doen. Potter en Sanford krijgen een relatie. De industrieel en de rancheigenaar keren huiswaarts, alwaar ze betrokken raken in de slag om San Francisco en de Boulder Dam. De president maakt op het nieuws bekend dat er tegenaanvallen plaats zullen vinden, en hoopt dat veel Amerikanen zich aan zullen sluiten bij het leger.

## Cast
| Acteur         | Personage                               |
| -------------- | --------------------------------------- |
| Gerald Mohr    | Vince Potter                            |
| Peggie Castle  | Carla Sanford                           |
| Dan O'Herlihy  | Mr. Ohman                               |
| Robert Bice    | George Sylvester                        |
| Tom Kennedy    | Tim, Bartender                          |
| Wade Crosby    | Illinois Congressman Arthur V. Harroway |
| Erik Blythe    | Ed Mulfory                              |
| Phyllis Coates | Mrs. Mulfory                            |
| Aram Katcher   | Factory Window Washer                   |

## Achtergrond
"De Vijand" die de VS aanvalt wordt in de film niet bij naam genoemd, maar is duidelijk een metafoor voor de Sovjet-Unie. Veel van de film bestaat uit beeldmateriaal van gevechten.
De film was commercieel succesvol, en bracht bijna een miljoen dollar op. Maar na dit eerste succes daalde de waardering voor de film snel. De film werd zelfs bespot in de cultserie Mystery Science Theater 3000.
De film heeft geen connecties met de gelijknamige film uit 1985.